# Inocybe melanopoda
Inocybe melanopoda är en svampart som beskrevs av D.E. Stuntz 1954. Inocybe melanopoda ingår i släktet Inocybe och familjen Inocybaceae.   Inga underarter finns listade i Catalogue of Life.